# Cunardo
Cunardo (Cünàrd in dialetto varesotto) è un comune italiano di 2 874 abitanti della provincia di Varese, in Lombardia, collocato tra quattro valli prealpine: Valganna, Valmarchirolo, Valcuvia e Valtravaglia. Il comune è noto, fin dall'epoca antica, per la lavorazione della ceramica.

## Geografia fisica
Il paese è posto ai piedi di due monti (Monte Castelvecchio e monte Penegra). Secondo la tradizione popolare il monte Castelvecchio prende il suo nome dalla fortezza fatta costruire dai Longobardi nel 700 d.C. che dall'alto dominava la Valcuvia e la val Marchirolo. Nel comune di Cunardo si ramifica nel sottosuolo una grotta chiamata "Orrido di Cunardo" nella quale scorre anche il fiume Margorabbia. Alcune tra le zone importanti della grotta sono l'Antro dei Morti, Lago Ignoto e Grotta della Madonnina.

## Origini del nome
Nell'Alto Medioevo fu potenziato il sistema di difesa con alcune fortificazioni, ormai tutte demolite. Dalla presenza di strutture militari deriverebbe il nome del paese come “villaggio fortificato” (per l’autorevole linguista E. Gamillscheg trae origine dal longobardo “Kunihard”). [fonte: sito del Comune]

Il toponimo compare come Conardo sulla mappa del Ducato di Milano nella Galleria delle carte geografiche dei Musei Vaticani.

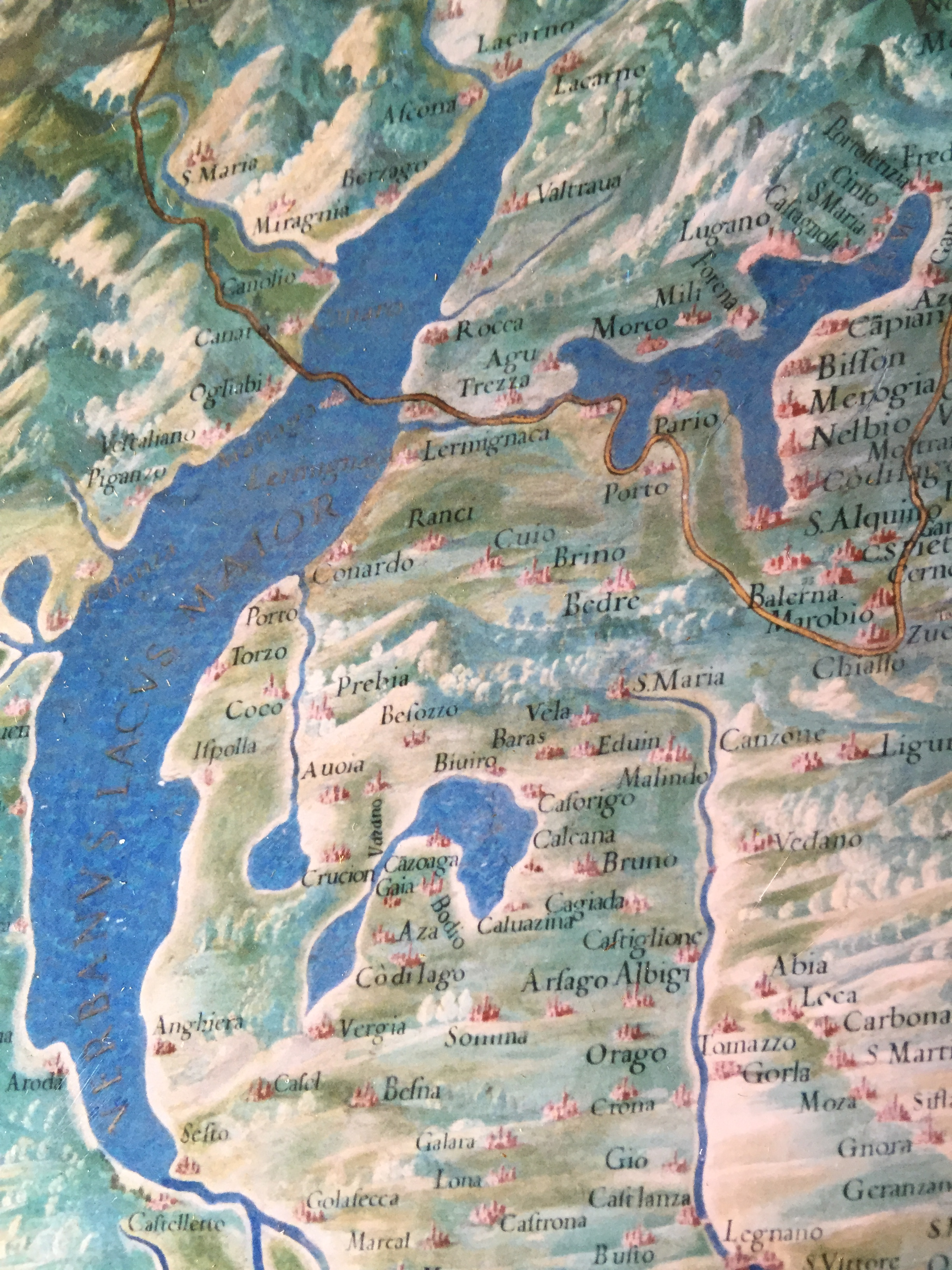
Dettaglio della mappa del Ducato di Milano nella Galleria delle carte geografiche dei Musei Vaticani (Ignazio Danti, 1581); Conardo viene indicato erroneamente sulla riva del lago Maggiore.

## Storia

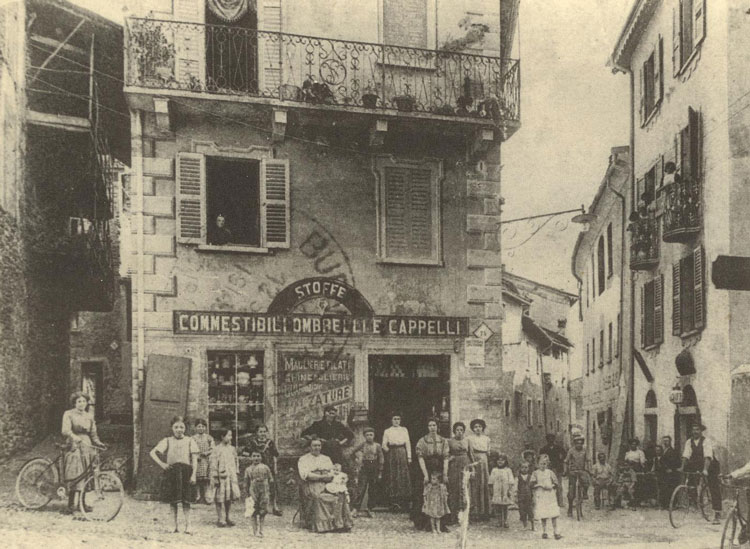
Piazza di Cunardo, primi del '900

In epoca tardo medievale Cunardo era compreso nel feudo di Valtravaglia,  concesso al conte Franchino Rusca dal duca di Milano Filippo Maria Visconti, nel 1438.
Nel 1583 il territorio passò alla famiglia Marliani.
Nel XVIII secolo, essendo comune di scarso interesse, la gestione della comunità era curata esclusivamente dal sindaco, che procedeva nell'ordinaria amministrazione, mentre per gli eventi straordinari veniva coadiuvato da un gruppo di cittadini. Nel 1751 la popolazione ammontava a 443 abitanti.
Nel 1757 il comune faceva parte della Pieve di Val Travaglia. Nel 1786 Cunardo entrava nella provincia di Gallarate, e successivamente di Varese, a seguito dell'editto austriaco che divideva la Lombardia austriaca in otto province. Nel 1791 il comune passava alla provincia di Milano.. In epoca napoleonica, Cunardo fu Comune di III classe nel 1805, venendo poi soppresso e aggregato a Marchirolo dal 1812 al 1816, quando nel Regno Lombardo Veneto riacquistò la propria autonomia amministrativa che perdura tuttora.
Il primo Consiglio comunale fu eletto nel 1821.

## Società

### Evoluzione demografica
- 443 nel 1751
- 670 nel 1805
- annessione a Marchirolo nel 1809
- 1046 nel 1853

Abitanti censiti

### Religione
La religione più diffusa è quella Cristiana. La parrocchia, dedicata al patrono del paese, Sant'Abbondio, fa parte della Diocesi di Como nonostante la quasi totalità dei paesi confinanti appartenga all'Arcidiocesi di Milano. Per questo motivo, le celebrazioni liturgiche sono in rito romano. La parrocchia nacque nel XV secolo per volontà del vescovo Branda Castiglioni. Da quando si ha notizia, si succedettero i parroci Antonio Santamaria (1883-1946), Leone Del Signore (1946-1971), Lodovico Giossi (1971-2010), parroco emerito, Paolo Busato (2010-2013) e Loris Flaccadori (2013-2017). Il parroco attuale è don Francesco Donghi, in carica dal 2017. Il patrono del paese è sant'Abbondio, mentre la compatrona è la Beata Vergine del Rosario che si festeggiano rispettivamente l'ultima domenica di agosto e la prima domenica di ottobre.

## Cultura

### Eventi
Cunardo ospita una pista di sci di fondo e un relativo sci club.
Ogni anno, in estate, si tiene per tre settimane il palio tra i 6 rioni (Pozzo/Castelvecchio, Borgo, Ponte Nativo, Filanda, Sasso Morone, Raglio), che si sfidano in vari giochi.